# Playahitty
Playahitty est un groupe italien de musique eurodance connu pour son titre The Summer is Magic sorti en 1994. Ce titre a atteint le top 40 dans différents classements à travers le monde et reste un classique d'eurodance et des pistes de danses en général.

## Historique
Playahitty a été créé par le producteur italien Emanuele Asti qui écrit les chansons en collaboration avec Stefano Carrara.
La véritable chanteuse de Playahitty serait Jenny Bersola (également la réelle voix entre autres du hit de Corona The Rhythm Of the night).
En 1998, le dernier titre « réel » The Man I Never Had crédite Alessia Gee comme chanteuse.
En 2002, des remixes techno de The summer Is Magic sont édités et remixés par Sasha De Vries. De nouveaux remixes orientés tektonik sortiront en 2008.

## Discographie

### Singles
| 1994                                                   | The Summer Is Magic      | 14 | 36 | 39 | 2  | 36 | 37 | 12 |  |
| 1995                                                   | 1-2-3! (Train with Me)   | 21 | —  | —  | 4  | —  | —  | 46 |  |
| 1996                                                   | I Love the Sun           | —  | —  | —  | 16 | —  | —  | —  |  |
| 1997                                                   | Another Holiday          | —  | —  | —  | —  | —  | —  | —  |  |
| 1998                                                   | The Man I Never Had      | —  | —  | —  | 30 | —  | —  | —  |  |
| 2008                                                   | The Summer is Magic 2008 | —  | —  | —  | —  | 31 | —  | —  |  |
| « — » signifie que le single n'est pas classé ou sorti |                          |    |    |    |    |    |    |    |  |